# IC 599
IC 599 ist eine Spiralgalaxie vom Hubble-Typ Sbc im Sternbild Sextant südlich der Ekliptik. Sie ist rund 222 Millionen Lichtjahre von der Milchstraße entfernt und hat einen Durchmesser von etwa 75.000 Lichtjahren.
Das Objekt wurde am 4. Mai 1890 vom französischen Astronomen Stéphane Javelle entdeckt.